# Apoteket Älgen

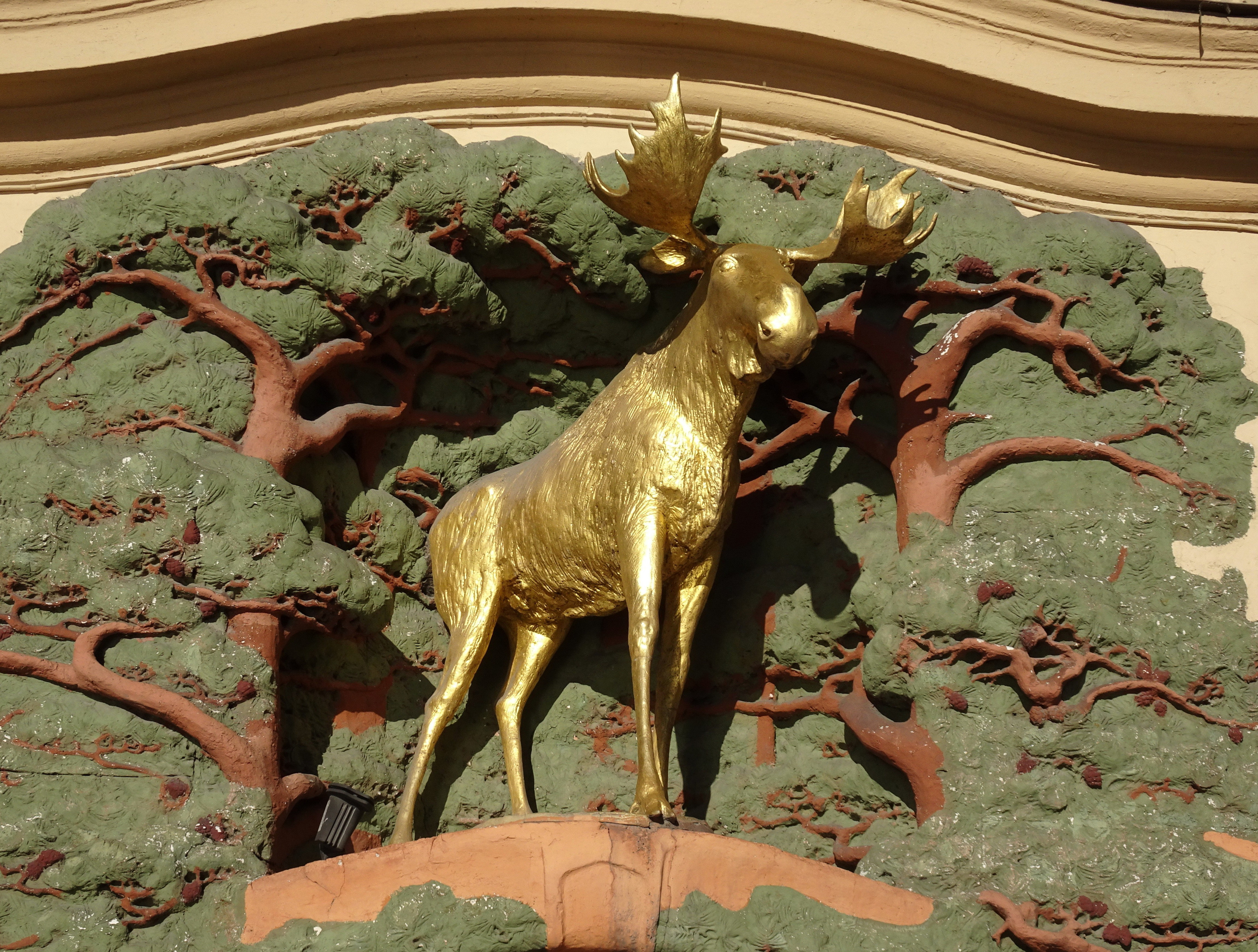
Apotekets förgyllda älg vid Karlavägen 27, Engelbrektsgatan 27, februari 2016. Älgskulpturen utfördes av konstnären Carl Fagerberg 1903.

Apoteket Älgen (även Elgen) är ett apotek som öppnade 1904 i fastigheten Karlavägen 27, Engelbrektsgatan 27 på Östermalm i Stockholm. Det var på apoteket Elgen som läkemedelsföretaget Pharmacia började sin verksamhet hösten 1911. På 1990-talet flyttades apoteket till sin nuvarande plats vid Drottning Kristinas väg 1, där det numera är en filial av Apoteksgruppen.

## Elgen vid Hötorget
Ett apotek med namn Elgen planerades redan 1760 vid Hötorget, men apotekaren fann det svårt att ha en stor älg i apoteksskylten. Namnet Elgen ändrades därför efter tillstånd till Armerade Ugglan (Beväpnade Ugglan) och så småningom förkortades namnet till Ugglan. Ugglan finns fortfarande kvar vid Drottninggatan 59, där det har legat sedan 1798.

## Elgen på Östermalm

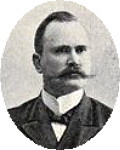
G.F. Grönfeldt.

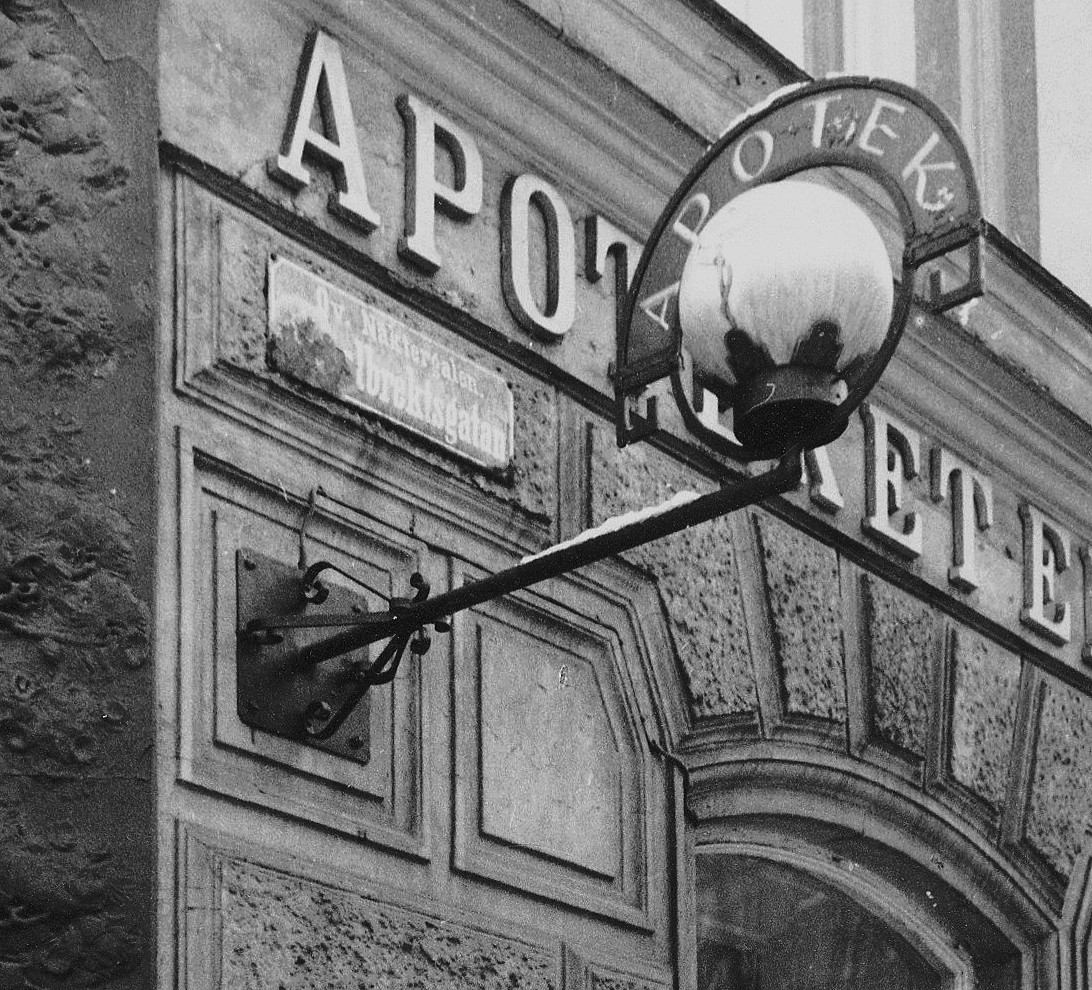
Apotekslykta på 1920-talet.

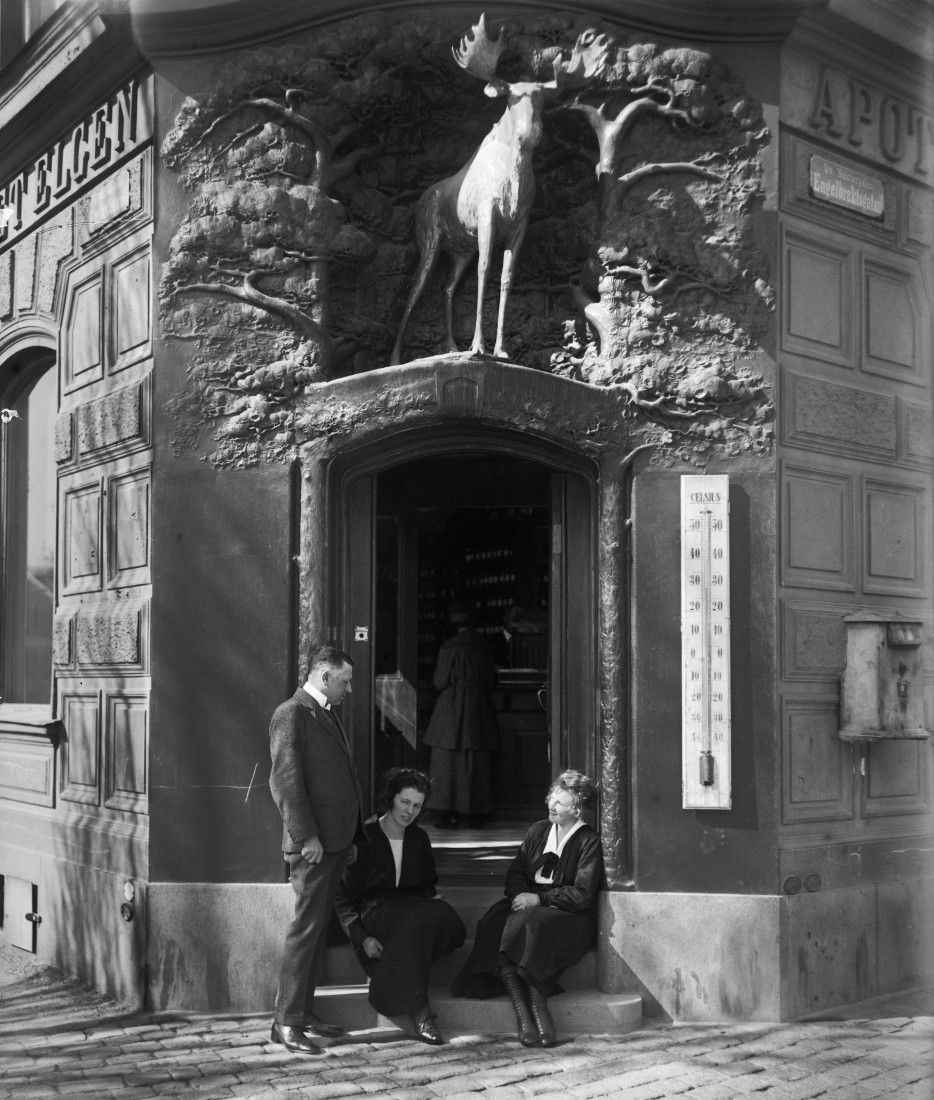
Apoteket och personal på 1920-talet

Apoteket Elgen inrättades samtidigt med Apoteket S:t Erik genom ett kungligt brev av den 14 mars 1902. För Elgen föreskrevs att ett nytt apotek med personligt privilegium skulle inrättas å Östermalm inom det område, i söder af Karlavägen och i norr af Valhallavägen, samt betecknas med namnet ”Elgen”. Privilegiet tilldelades i maj 1903 apotekaren Carl Fredrik Lundberg (1858–1921), som den 5 februari 1904 öppnade sitt apotek i hörnet Karlavägen / Engelbrektsgatan. Han hade tidigare under sin studietid varit anställd på Lejonet.
Huset uppfördes 1882 efter ritningar av arkitekt Anders Gustaf Forsberg. 1903 byggdes bottenvåningens hörnlokal om till apotek med Sam Kjellberg som arkitekt och Hugo Rahm skapade själva inredningen. Apoteket upptog två plan där bottenvåningen inrymde officin, kontor, recepturrum, dekoktrum, drogrum, laboratorium, analysrum, sköljrum och personalutrymmen. I källaren fanns svalförråd, glasförråd, sprit- och syraförråd samt lagerlokaler. En handdriven hissanordning förband de två planen. Över entrén placerades en ståtlig, förgylld älg som just tycks träda fram ur skogen. Älgskulpturen utfördes av konstnären Carl Fagerberg 1903 medan han ännu studerade på Konstakademien.
På grund av sjukdom kunde Lundberg inte längre sköta apoteket efter 1907. År 1908 tillträdde Gustaf Felix Grönfeldt som ny apotekare sin tjänst på Elgen. Men Lundberg skulle återkomma som chef mellan 1920 och 1921. Efter honom hade Johan Julius Winckler (1863–1931) apoteket under några år. Han hade tidigare varit anställd på Apoteket Nordstjernan. Därefter innehades det av Martin Lundqvist 1931–1942.
Som apoteksnamn användes både Elgen och Älgen. Apoteket låg kvar på sin ursprungliga adress fram till 1995, då lokalen övertogs av ett konditori, medan apoteket flyttade in i stationshuset för Roslagsbanan på Stockholms östra. Där ligger det kvar än idag (2016) som en filial av apotekskedjan Apoteksgruppen. Carl Fagerbergs förgyllda älg smyckar fortfarande den gamla apoteksentrén vid Karlavägen / Engelbrektsgatan.

## Energon, Pharmacia och Elgen
År 1911 år kom den belgiske ingenjören C.M. de Kunwald in på apoteket Elgen och erbjöd chefen, Gustaf Felix Grönfeldt, exklusiva rättigheter till en ”undergörande medicin”. Medicinen bestod av extrakt av kalvhjärna och fick varumärket Phospho-Energon som registrerades 1912. Medicinen skulle användas vid bland annat allmän svaghet, blodbrist, rachitis och rubbningar i nervsystemet, som texten på förpackningen förklarade. Energon blev även Pharmacias första namn och Phospho-Energon en av bolagets första och under lång tid dess mest lönsamma produkt. Därmed slutade även Grönfeldts tid som apotekare på Elgen, han efterträddes 1913 av C.Ch. Petersson.